# 田中裕理
田中 裕理（たなか ゆり、 2002年（平成14年）8月7日 - ）は日本のタレント。セント・フォース・スプラウト所属。

## 来歴
- 岡山県倉敷市出身。広島大学附属福山中学校・高等学校を経て東京大学文学部人文学科に在学中。
- ミス東大2023グランプリに選ばれた。

## 出演
- めざましテレビ（フジテレビ、2024年4月5日 - 6月28日）- 金曜お天気キャスター
- めざましどようび（フジテレビ、2024年4月6日 - 6月29日）- お天気キャスター